# Ротавирусная инфекция
Ротавирусная инфекция — инфекционное заболевание, вызванное ротавирусами. Является наиболее частой причиной диареи у детей. Для этого заболевания свойственно острое начало, умеренно выраженные симптомы гастроэнтерита или энтерита, частое сочетание кишечного и респираторного синдромов в начальном периоде болезни. Ротавирусную инфекцию часто неверно называют «кишечным гриппом», хотя ротавирус не имеет никакого отношения к вирусам гриппа.

## Ротавирусы

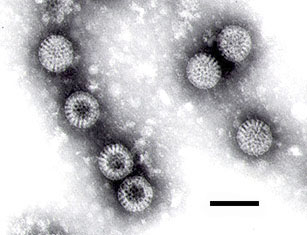
Ротавирусы. Изображение получено при помощи просвечивающего электронного микроскопа

Ротавирусы (лат. Rotavirus) — род вирусов из семейства Reoviridae, сходных по морфологии и антигенной структуре. Как и другие представители этого семейства, ротавирусы обладают двунитевой фрагментированной РНК. В геноме вируса 11 фрагментов, которые окружены чётко выраженной трёхслойной белковой оболочкой (капсидом) с икосаэдрической симметрией. Внешний вид частиц напоминает «колесо с широкой ступицей, короткими спицами и чётко очерченным ободком», из-за чего они и получили своё название (лат. rota — «колесо»). Диаметр вирусных частиц от 65 до 75 нм.

## Эпидемиология

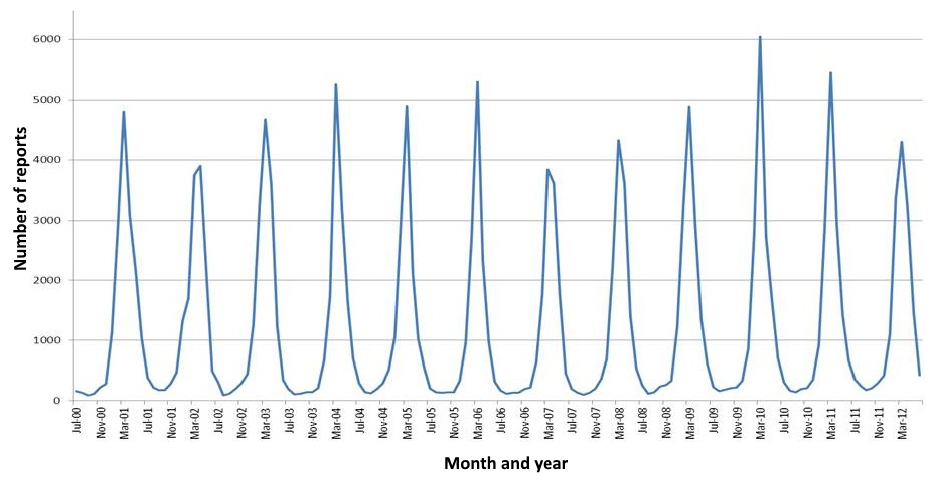
Сезонные колебания ротавирусной инфекции в одном из регионов Англии: пик заболеваемости приходится на весенние месяцы.

Ротавирус A, на долю которого приходится более 90 % случаев ротавирусной инфекции человека, широко распространён во всём мире. Ежегодно регистрируется до 25 млн случаев заболевания, из них 600—900 тысяч (то есть 2,4—3,6 %) — с летальным исходом, особенно это касается людей с ослабленным здоровьем. Каждый год ротавирус вызывает миллионы случаев диареи в развивающихся странах, приводя к почти 2 миллионам госпитализаций, и, по оценкам, к 453 000 случаев смерти детей в возрасте до 5 лет. Это составляет около 40 % всех случаев госпитализации, связанных с диареей у детей до пяти лет во всём мире.
В одних только США до начала программы ротавирусной вакцинации в 2006 году, в год происходило 47 000—70 000 госпитализаций детей в возрасте до 5 лет, и 20—60 детей этого возраста умирало в год в результате болезни.
К главным возбудителям инфекционной диареи, в том числе со смертельным исходом, относят ротавирус, калицивирус (норовирус), энтеропатогенные и энтеротоксигенные Escherichia coli, которые в совокупности ответственны более чем за 50 % всех смертей от диареи и ее тяжёлых форм у детей младше 5 лет в глобальном масштабе. Среди указанных возбудителей лидирует ротавирус, доля которого составляет 39,4 % от общего числа эпизодов диареи, при которых изучали этиологию, а среди этиологически расшифрованных вирусных диарей ротавирус выявляется в 65 % случаев, причем 17,8 % смертельных диарей связаны с ротавирусом. Таким образом, ежегодно с ротавирусным гастроэнтеритом связано 197 тысяч смертей, то есть каждый час от этой инфекции погибает 23 ребёнка. К пятилетнему возрасту практически все дети в мире переносят ротавирусную инфекцию. Ротавирус — ведущая причина тяжёлой диареи у младенцев и детей (около 20 % всех случаев), на его долю приходится 50 % случаев диареи, требующих госпитализации, 37 % случаев смерти, связанных с диареей, и 5 % всех случаев смерти детей до пяти лет. Мальчики госпитализируются в два раза чаще девочек. Число заражений через загрязнённую вирусом еду неизвестно.
Заболевание встречается как спорадически, так и в виде эпидемических вспышек. Очаги часто возникают в детских дошкольных учреждениях, среди госпитализированных детей, в домах престарелых. В 2005 году в Никарагуа произошла самая большая из зарегистрированных эпидемий. Характеризуемая необычайно широким охватом и тяжёлым течением болезни, эта вспышка была связана с мутациями в геноме ротавируса, возможно, позволившими вирусу избежать существующего у населения иммунитета. Подобная крупная вспышка произошла в Бразилии в 1977 году.
Частота заболеваемости носит чётко выраженный сезонный характер, резко повышаясь в зимние месяцы. В России до 93 % случаев заболевания происходит в холодный период (с ноября по апрель включительно).
Ротавирус B, также называемый ротавирусом диареи взрослых (ADRV — Adult Diarrhoea RotaVirus), явился причиной серьёзных эпидемий тяжёлого гастроэнтерита у тысяч людей всех возрастов в Китае, произошедших в результате загрязнения питьевой воды сточными водами. Эпидемия ротавируса B также произошла в Индии в 1998 году; штамм возбудителя был назван CAL. В отличие от ADRV, штамм CAL является эндемическим. На сегодняшний день эпидемии ротавируса B ограничены материковой частью Китая.

## Распространение
Основной механизм передачи ротавирусов — фекально-оральный: через загрязнённые руки, поверхности и вещи. Возможна также передача аэрогенным путём при тесном контакте с инфицированным. Источником ротавируса являются фекалии заражённого человека, которые могут содержать более 10 триллионов вирусных частиц на грамм, при этом для передачи инфекции другому человеку требуется менее ста частиц
Вирионы ротавирусов хорошо сохраняются в окружающей среде и обнаруживаются в пробах воды из устьев рек в концентрации 1—5 частиц на галлон (~1 частица на литр). Также хорошо переносят низкие температуры. Санитарные меры, считающиеся достаточными для уничтожения бактериальных и паразитарных агентов, против ротавируса статистически оказываются неэффективными, поскольку уровни заболеваемости в странах с высоким и низким уровнями здравоохранения остаются схожими.

## Патогенез

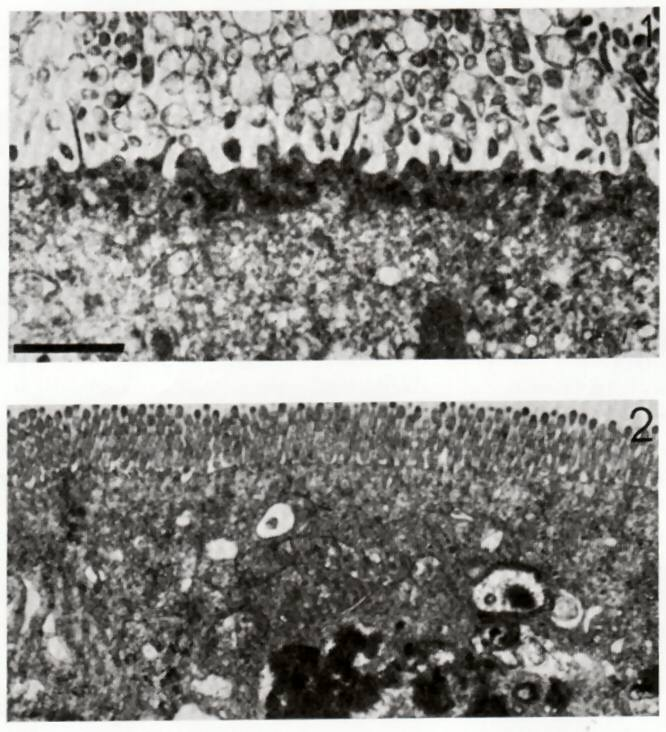
Электронная микрофотография энтероцита, заражённого ротавирусом (наверху) в сравнении со здоровой клеткой (внизу). Масштабная полоска = примерно 500 нм

Трёхслойная белковая оболочка вирусных частиц делает их устойчивыми к кислой среде желудка и пищеварительным ферментам кишечника.
Ротавирусы реплицируются преимущественно в кишечнике, инфицируя энтероциты ворсинок тонкого кишечника и вызывая в конечном счёте их гибель, что приводит к структурным и функциональным изменениям эпителия.
Сразу несколько вирусных факторов вызывает диарею. Гибель энтероцитов приводит к развитию мальабсорбции. Вирусный белковый токсин NSP4 индуцирует секрецию кальций-зависимых хлоридных каналов, нарушает реабсорбцию воды, опосредованную натрий-глюкозным котранспортёром SGLT1, по-видимому снижает активность дисахаридаз в мембранах микроворсинок, и, возможно, активирует кальций-зависимые секреторные рефлексы энтеральной нервной системы.
Также характерен транзиторный дефицит лактазы (в норме секретируемой энтероцитами в просвет кишечника), сохраняющийся несколько недель.

## Клиническая картина
Болезнь носит циклический характер. В одном цикле выделяется инкубационный период (1—5 суток), острый период (3—7 суток, при тяжёлом течении болезни — более 7 суток) и период выздоровления (4—7 суток).
Для ротавирусной инфекции характерно острое начало — рвота, резкое повышение температуры, диарея, зачастую очень характерный стул — на второй, третий день серо-жёлтый и глинообразный. Кроме того, у большинства заболевших появляются насморк, покраснения в горле, они испытывают боли при глотании. В острый период отсутствует аппетит, наблюдается состояние упадка сил. Многолетние наблюдения показали, что наиболее крупные вспышки заболевания возникают во время или в канун эпидемии гриппа, за что оно получило неофициальное название — «кишечный грипп».
Кал и моча очень сходны по признакам с симптомами гепатита (светлый кал, тёмная моча, иногда с хлопьями крови).
Признаки дегидратации являются тревожным симптомом и более характерны для ротавирусной инфекции, чем для большинства бактериальных агентов, к тому же являясь наиболее частой причиной смерти при данном заболевании.
Болезнь считается детской, потому что организмы взрослых людей более защищены от ротавирусов. У взрослого человека выше кислотность желудочного сока и выше количество вырабатываемого секреторного IgA.
С каждым заражением вырабатывается иммунитет к данному типу вируса, и последующие инфекции, вызванные тем же серотипом, протекают легче. У взрослого ротавирусная инфекция может проявляться небольшим кишечным расстройством, поэтому инфицированный человек может не догадываться о том, что он болен. Часто заболевание протекает и вовсе бессимптомно. Обычно, если в семье или в коллективе есть инфицированный, то в течение 3—5 суток поочерёдно начинают заболевать и остальные.
Наиболее частым клиническим течением заболевания являются энтерит и гастроэнтерит, вторичная лактазная недостаточность. Введение молока в пищевой рацион ребёнка после болезни часто сопровождается лёгким рецидивом диареи вследствие бактериальной ферментации лактозы в кишечнике.

## Диагностика
Специфическая диагностика инфекции, вызванной ротавирусом А, производится путём обнаружения вируса в кале ребёнка иммуноферментным анализом. На рынке существует несколько наборов экспресс-тестов, позволящих определить все серотипы ротавируса А. Другие методы, такие как ПЦР и электронная микроскопия, применяются только в исследовательских лабораториях. ОТ-ПЦР позволяет обнаружить и идентифицировать все виды и серотипы ротавирусов, поражающих человека.

## Лечение
Основной целью лечения является борьба с результатами воздействия инфекции на организм: дегидратацией, интоксикацией и связанными с ними нарушениями сердечно-сосудистой и мочевыделительной систем.
В первую очередь при лечении применяется регидратационная терапия. В достаточно тяжёлых случаях требуется госпитализация с введением жидкости внутривенно или через назогастральный зонд, мониторингом электролитов и сахара крови. Применение антибиотиков не рекомендуется. Эффективных противовирусных препаратов для борьбы с активной ротавирусной инфекцией не существует.
В процессе лечения необходимо скорректировать питание больного. Рекомендуется исключить из рациона острые, жирные, сладкие (включая фруктовые соки), а также молочные продукты (кроме грудного молока при кормлении младенцев), кофеиносодержащие продукты, газированные напитки, цитрусовые и желатин. Следует также ограничить и по возможности прекратить употребление алкоголя и курение. Необходим нормальный рацион в обычном для пациента количестве, включающий в себя, например, каши и пюре, бананы, отварное нежирное мясо и рыбу, овощи. Полноценное питание особенно необходимо при болезни у ребёнка, поскольку помимо восполнения питательных веществ и энергии, оно в существенной степени предотвращает дегидратацию. Жидкость, включая регидратанты, следует предлагать частыми малыми порциями. Голодание, BRAT-диета не рекомендуются.
В качестве эффективного средства против ротавирусной инфекции ВОЗ рекомендует проведение профилактической вакцинации.
По мнению Американской гастроэнтерологической ассоциации при лечении диареи, вызванной ротавирусной инфекцией, особенно у маленьких детей и младенцев, могут быть полезны такие пробиотики, как Lactobacillus rhamnosus и Lactobacillus casei. Рекомендуется энтеросорбент.

## Прогноз
При достаточном уходе и адекватном лечении прогноз благоприятный. После выздоровления перенесённая болезнь не влечёт никаких долговременных последствий. После первого заболевания (как правило, в детском возрасте) в организме появляется стойкий иммунитет. У взрослых с низким уровнем антител симптомы заболевания могут повториться.

## Профилактика
Неспецифическая профилактика заключается в соблюдении санитарно-гигиенических норм (мытьё рук, использование для питья только кипячёной воды), очистке и хлорировании  водопроводной воды.
Поскольку улучшение санитарных условий не снижает распространённость ротавирусной инфекции, а число госпитализаций остаётся на высоком уровне несмотря на применение пероральных регидратантов, важнейшим направлением здравоохранения является вакцинация.
Для специфической профилактики ротавирусной инфекции, вызванной ротавирусом А, на настоящий момент существует две вакцины, прошедшие клинические испытания: Ротарикс (Rotarix) компании GlaxoSmithKline и РотаТек (RotaTeq) компании Мерк и Ко. Обе принимаются орально и содержат ослабленный живой вирус.
Ротавирусные вакцины лицензированы в более чем 100 странах мира, но только 17 стран ввели плановую вакцинацию. После введения плановой вакцинации в США в 2006 году уровень заболеваемости ротавирусным гастроэнтеритом «быстро и значительно» снизился, несмотря на относительно низкий охват в сравнении с детской иммунизацией от других заболеваний. Клинические испытания вакцины Ротарикс в Южной Африке и Малави показали, что вакцина значительно уменьшает тяжесть диареи, вызванной ротавирусом, и способна предотвратить инфицирование. В 2012 году обзор Кокрейновским сотрудничеством 41 клинического испытания, включавших 186 263 участников, подтвердил эффективность вакцин Ротарикс и РотаТек. Также в разработке находятся другие вакцины. Всемирная организация здравоохранения рекомендует включение ротавирусных вакцин в национальные программы иммунизации. В странах, последовавших этой рекомендации, частота и тяжесть ротавирусной инфекции значительно снизилась.
Проводить плановую вакцинацию детей рекомендуется в возрасте от 6 недель до двух месяцев. Первая доза вакцины вводится детям до возраста 15 недель (включительно), при этом вакцинация должна быть завершена до возраста 8 месяцев. Детям старше 15 недель, которые не получили первую дозу вакцины, вакцинация не рекомендуется, поскольку отсутствуют данные о безопасности применения вакцины в более старшем возрасте. Рекомендации по срокам могут различаться между разными вакцинами.

## История

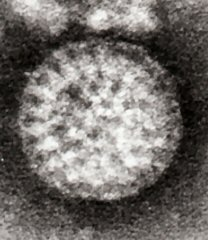
Одна из оригинальных микрофотографий Томаса Генри Флюитта. Вирусная частица напоминает колесо

В 1943 году Джейкоб Лайт и Гораций Ходес доказали, что фильтрующийся агент из фекалий детей, заболевших инфекционной диареей, также вызывает диарею у крупного рогатого скота. Тридцать лет спустя в сохранившихся образцах был обнаружен ротавирус. В последующие годы схожий вирус был обнаружен у мышей. В 1973 году Рут Бишоп с коллегами описали родственные вирусы, обнаруженные ими у детей с гастроэнтеритом.
В 1974 году Томас Генри Флюитт, после наблюдения вируса в электронный микроскоп, предложил название «ротавирус», заметив, что вирусная частица похожа на колесо (лат. rota — «колесо»). Спустя четыре года название было официально признано международным комитетом по таксономии вирусов. В 1976 году родственные вирусы были описаны и у других видов животных, все они вызывали острый гастроэнтерит и были признаны коллективным патогеном, поражающим людей и животных по всему миру. Серотипы ротавируса впервые были описаны в 1980 году, а в следующем году ротавирус от заражённого человека впервые был культивирован путём добавления необходимого ему для репликации трипсина в среду с культурой клеток, полученных из почек обезьян. Возможность культивирования вируса ускорила темпы исследований, и к середине 1980-х годов были испытаны первые кандидатные вакцины.
В 1998 году вакцина от ротавируса была лицензирована для использования в США. Клинические испытания в Соединённых Штатах Америки, Финляндии и Венесуэле показали её 80—100 % эффективность в предотвращении тяжёлой диареи, вызванной ротавирусом А. Исследователи также не обнаружили никаких статистически значимых побочных эффектов. Тем не менее производитель снял вакцину с продажи после того, как было обнаружено, что она, возможно, способствовала повышенному риску инвагинации у одного на каждые 12 000 вакцинированных младенцев. Данный случай спровоцировал интенсивные дебаты об относительных рисках и преимуществах ротавирусной вакцины. В 2006 году исследования двух новых вакцин против инфекции ротавируса A показали их безопасность и эффективность среди детей, и в июне 2009 года Всемирная организация здравоохранения рекомендовала включение вакцинации против ротавирусной инфекции во все национальные программы иммунизации для обеспечения защиты населения от данного вируса.

## Другие животные
Ротавирусы инфицируют молодых особей многих видов животных и являются основной причиной диареи у диких и домашних животных во всём мире. Как патоген, распространённый среди скота, особенно молодых телят и поросят, ротавирусы вызывают экономические потери для фермеров вследствие затрат на лечение, высоких показателей заболеваемости и смертности. Ротавирусы животных являются потенциальным резервуаром для генетического обмена с ротавирусами человека. Есть свидетельства, что ротавирусы животных могут инфицировать людей — либо путём прямой передачи вируса, либо получением реассортантного вируса путём внесения одного или нескольких сегментов РНК в геном ротавируса человека.